# Буковинская митрополия

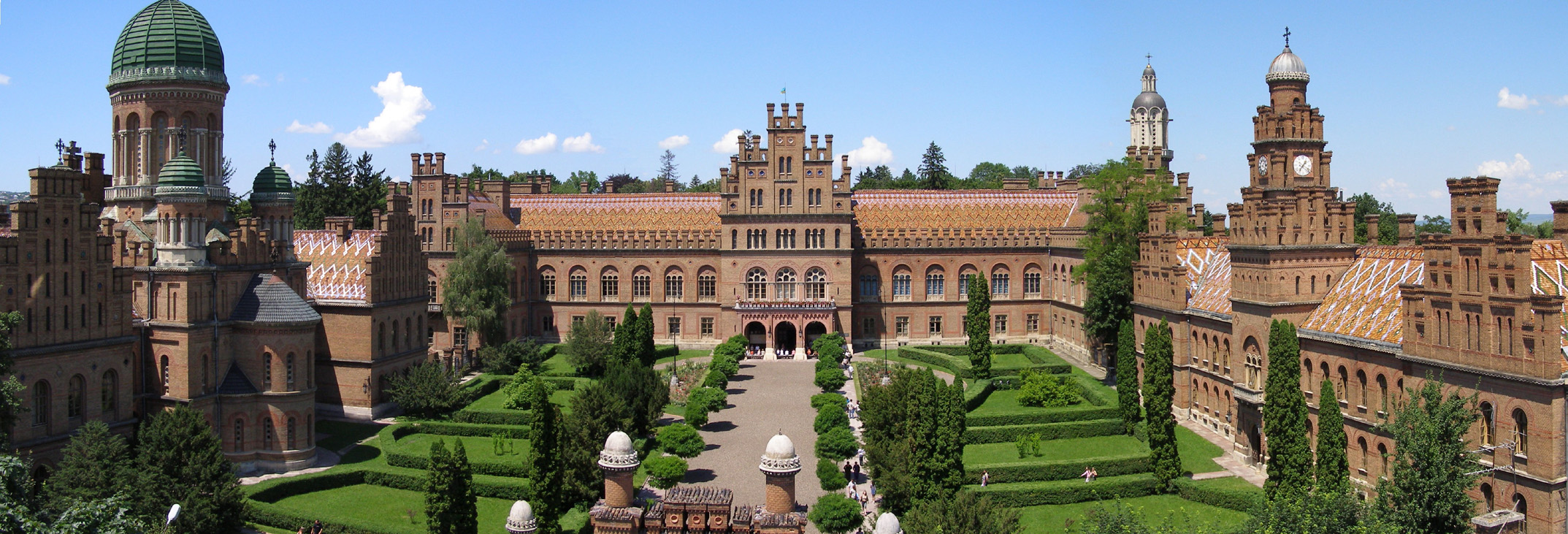
Резиденция митрополитов Буковины и Далмации

Букови́нская митропо́лия (рум. Mitropolia Bucovinei, Буковинско-Далматинская митрополия, рум. Mitropolia Bucovinei și Dalmației, серб. Буковинско-далматинска митрополија) — бывшая административно независимая православная митрополия с центром в городе Черновцы, являвшаяся одной из трёх автономных (де-факто автокефальных) православных церковных областей на территории Австро-Венгрии (наряду с Германштадской митрополией и Карловацкой патриархией). 
Митрополия учреждена австро-венгерскими властями в 1873 году путём выделения из состава Карловацкой патриархии — для земель Цислейтании (то есть части Австро-Венгрии, управлявшейся непосредственно из Вены). Прекратила существование в таком виде вследствие распада Австро-Венгрии (конец 1918 года) и с вхождением западной её части в состав Сербской церкви на территории Королевства СХС, а Буковины — в Румынию (Румынский патриархат) в 1919 году.

## Предыстория
В конце I тысячелетия нашей эры происходил процесс активной христианизации славянских народов. Благодаря деятельности святых равноапостольных братьев Кирилла и Мефодия состоялось становление церковной организации в Болгарии (Охридская православная церковь), Сербии и Моравии.
При русском князя Владимире Святославовиче в Киевской Руси государственной религией стало христианство. Территория Буковины, более 300 лет (988—1303) входила в состав Киевской митрополии.
После упадка Киевской Руси, в 1303 года была создана Галицкая митрополия, в состав которой вошли православные приходы Буковины. Однако, вскоре Галицко-Волынское княжество перестало существовать, а земли Буковины в 1360 году вошли в состав Молдавского княжества, хотя до конца XIV века буковинские земли оставались в состав Галицкой митрополии.
Галицкий митрополит Антоний, назначенный патриархом в 1371 году, рукоположил для Молдавии двух епископов — Иосифа и Мелетия. В 1394 году патриарх назначил для Молдавской Церкви митрополита Иеремию, но его не приняла светская власть.
В 1401 епископ Иосиф (брат нового князя Молдавии Александра Доброго), ранее отлучённый патриархом, был признан законным Молдавским митрополитом. Александр Добрый разделил Молдавию на три округа с центрами в Сучаве (столица), Радауцах и Романе. Православие являлось государственной религией в Молдавии.
В 1439 году, после Флорентийской унии, румынские митрополиты разорвали связи с Константинополем дабы соблюсти православие. Тогда новых митрополитов для Молдавии и Валахии начали ставить Охридские архиепископы. Восстановление связей с Константинополем наступило в начале XVI века, когда Валахия, а затем и Молдавия, была завоёвана турками. Однако зависимость от Константинопольского патриарха была номинальной. И ограничивалась благословением патриарха при вступлении в кафедру митрополитов, которых выбирало духовенство и бояре.
Первоиерархи молдавской православной церкви заботились о развитии Буковинской епархии, основывали обители, заказывали из Львова и Киева церковно-богослужебные книги, или сами переписывали их. Из древнего молдавского рода Могил в Рэдэуци получилось два епископа — Феофан (1520—1535) и Георгий (1579—1586). Последний был дядей Киевского митрополита Петра Могилы и после кафедры в Радовце занимал кафедру митрополита Молдавского и Сучавского. Митрополиты Сучавские (в 1630 году кафедра была перенесена в Яссы, где была новая столица Молдавского княжества) немало помогали Киевской митрополии. Так, Сучавский митрополит Анастасий Кримка рукоположил во епископа Львовского Иеремию Тиссаровского, который в течение 10 лет был единственным православным епископом на всю Православную Церковь в Речи Посполитой.
В течение 1401—1630 годы буковинские земли относились к Сучавской митрополии, а богослужебной и деловым языком — был западнорусский.
В 1630—1782 годы была подчинена митрополитам в Яссах (ныне Румыния), церковь постепенно румынизировалась, в частности ввела богослужение на румынском языке.
После русско турецкой войны 1768—1774 годов, Буковина в 1775 году была аннексирована Австрией.
Вхождение Буковины в состав Австрии в 1774 году застало Православную Церковь поделённой между двумя епархиями: большая часть входила в епархию в Радовецкой епархии, которую занимал епископ Досифей (Херескул), румын по происхождению; вторая (меньшая часть) — в состав Сучавской епархии. Обе епархии подчинялись Ясскому (молдавскому) митрополиту. Местное славянское население и особенно Австрийское правительство не желали, чтобы Православная Церковь Буковины подчинялись власти митрополита другого государства.
В 1781 году император Иосиф II издал патент (указ), согласно которому все приходы и обители в пределах австрийской Буковины были объединены в одну епархию и подчиненные епископу Радовецкому Досифею (Херескулу). В результате переговоров 24 апреля 1781 года Ясский митрополит отказался от своей юрисдикции над епархией в Радовцах и Сучаве, а Досифей стал именоваться епископом Буковинским. 12 декабря 1781 года епископская кафедра была перенесена в Черновицы.
12 февраля 1782 состоялась интронизация Досифея как епископа Черновицкого и Буковинского. Впоследствии в Черновцах была построена митрополичья резиденция и основана консистория. Некоторое время епископия была независимой. Но, Императорским указом от 4 июля 1783 года епископ Досифей вошёл в юрисдикцию Карловацкого митрополита (с 1848 года — патриарха), считавшийся первоиерархом всех православных Австрии.
Во внутреннем управлении Черновицкая епархия была самостоятельной и руководствовалась своим уставом — «Духовным регламентом» от 29 апреля 1786 года, изданным австрийским императором Иосифом II. Согласно уставу, внутреннее управление в епархии принадлежало правящему архиерею и консистории, действовавшего под его руководством. Сначала консистория состояла из шести человек, а с 1869 года — из девяти. Право избрания и назначения членов консистории, по согласованию с местной государственной властью обладал архиерей, но иногда эти функции выполняло Министерство вероисповеданий и образования Австрии.
В 1783 году австрийским правительством было создано Религиозный фонд Буковины. За счёт этого фонда поддерживался материальный уровень духовенства, монашества, а также — содержались монастыри, школы, церкви, духовные учреждения, такие как Богословский институт в Черновцах (1824), Богословский факультет при Черновицком университете (1875), построили Кафедральную церковь (1860) в Черновцах и т. д. Православная население Буковины состояла из русинов, и валахов.

## История

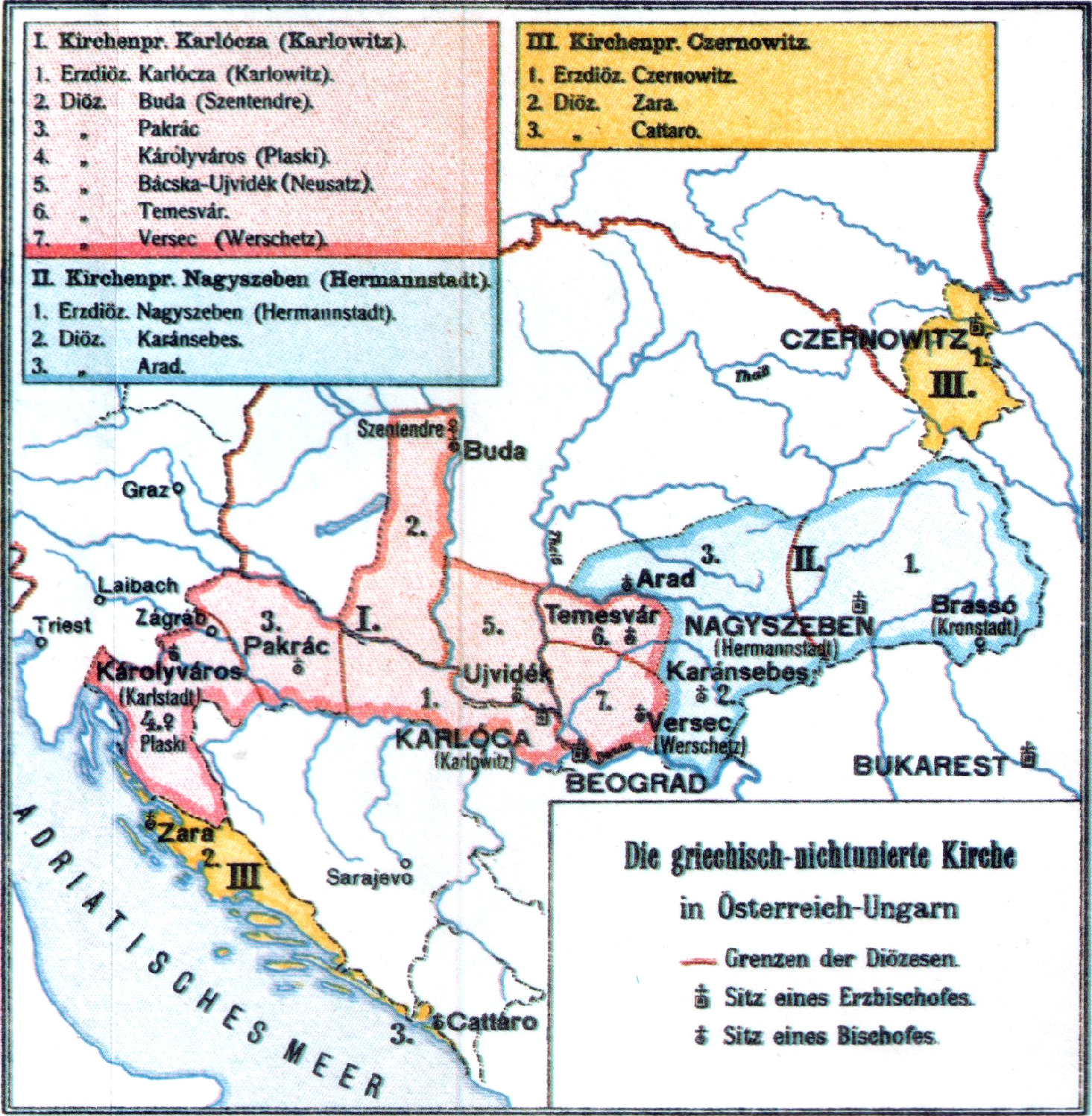
Административная структура Православной церкви в Австро-Венгрии (1909 год)

В середине XIX века по Европе прокатилась волна национальных революций. Национальное движение коснулось и буковинцев, прежде всего румын. Одним из руководителей национального румынского движения в Австрии был епископ Германштадта Андрей (Шагуна), который потребовал создать на основе румынских православных епархий Австрии отдельную митрополию, независимую от сербской иерархии, которая доминировала в Карловацкой митрополии. К тому времени епископом Черновицким и Буковинским был Евгений (Гакман), который выступил против вхождения Буковинской епархии в такую митрополию, поскольку считал, что этим будут ограничены права русинов Буковины.
В 1864 году состоялся Синод Православной Церкви в Австрии. На нём было принято решение создать из трёх румынских епархий Австрии Германштадтскую митрополию с центром в городе Германштадт (ныне Сибиу). Буковинская епархия не вошла в её состав, но вопрос относительно неё остался открытым. Епископ Евгений (Гакман), чтобы противостоять присоединению Буковинской епархии в Трансильванской митрополии, выдвинул план создания на основе Черновицкой епархии отдельной православной митрополии в Австрии. 23 января 1873 вышел императорский декрет, согласно которому была образована независимая Буковинская митрополия, в которую были включены также две епархии (Далматинская и Бока-Которская), ранее бывшие в ведении Карловацкой патриархии (сербской по этнической принадлежности членов), а митрополиту Евгению был присвоен титул — архиепископ Черновицкий, митрополит Буковины и Далмации. Архиепископ Евгений 31 марта 1873 умер в Вене, так не успев занять новую должность. Его преемники продолжали проводить политику развития буковинской церкви и поддержки славянского движения.
С 1880-х годов в епархии была своя типография, расположенная в резиденции митрополита. В Черновцах издавалось много православной религиозно-духовной и богословской литературы двуязычный епархиальный журнал «Candela» («Светильник»), сборники церковных проповедей, церковные календари, книги и брошюры поучительного характера для мирян.
Однако, румынизированный славянин, митрополит Сильвестр (Андреевич-Морарь) (1880—1895) назначил на все должности румын боролся с нарождающимся движением украинских националистов. Митрополит Аркадий (Чуперкович) (1896—1902), благословил издание катехизиса и учебник религии на местном славянском языке.
В начале XX века, при содействии митрополита Владимира (де Репты), в Черновцах был организован женский Свято-Введенский монастырь.
Во время Первой мировой войны, когда на землю Буковины ступила русская армия, тогдашний митрополит Буковины и Далмации Владимир (де Репта) издал указ духовенству молиться за русского царя и победе русских войск. Поэтому, когда австрийцы отвоевали Буковину, митрополита и консисторию вывезли сначала в Прагу, а затем в Вену, где после рассмотрения дела отправили за штат. После окончания войны, Буковина вошла в состав Румынии, а митрополит Владимир вновь возглавил митрополию.
Буковинская митрополия находилась в состоянии церковной независимости до распада Австро-Венгерской империи в 1918 году, после чего, с присоединением территории митрополии к Румынии, она вынуждена была войти в состав Румынской православной церкви 23 апреля 1919 года

## Архиереи
Буковинская епархия Карловацкой митрополии (патриархии)
- Досифей (Херескул) (13 февраля 1782 — 2 февраля 1789)
- Даниил (Влахович) (23 марта 1789 — 20 августа 1822)
- Исаия (Балошескул) (17 июля 1823 — 14 сентября 1834)
- Евгений (Гакман) (8 мая 1835 — 23 января 1873)

### Буковинско-Далматинская митрополия
Предстоятели
Архиепископы Черновицкие, митрополиты Буковинские и Далматинские
- Евгений (Гакман) (23 января 1873 — 31 марта 1873)
- Феофил (Бенделла) (21 апреля 1874 — 21 июля 1875)
- Феоктист (Блажевич) (15 мая 1877 — 27 июня 1879)
- Сильвестр (Андреевич-Морарь) (6 апреля 1880 — 3 апреля 1895)
- Аркадий (Чуперкович) (7 апреля 1896 — 5 марта 1902)
- Владимир (де Репта) (17 октября 1902 — 23 апреля 1919)

Епископы Задарские ( до 1912 — Далматинские и Истринские)
- Стефан (Кнежевич) (30 марта 1874 — 28 января 1890)
- Никодим (Милаш) (16 сентября 1890 — 19 января 1912)
- Димитрий (Бранкович) (3 февраля 1913 — 29 декабря 1918)

Епископы Которские и Дубровникские
- Герасим (Петранович) (9 мая 1874 — 18 апреля 1906)
- Досифей (Йович) (21 ноября 1908 — 12 октября 1910)
- Владимир (Боберич) (ноябрь 1911 — 4 февраля 1918)

Епископы Радовецкие, викарии Буковинской митрополии
- Владимир (де Репта) (17 января 1899 — 17 октября 1902)